# صموئيل أوبونج
صموئيل أوبونج (بالألمانية: Samuel Oppong)‏ هو لاعب كرة قدم نمساوي في مركز الهجوم، ولد في 12 مايو 1998 في النمسا. لعب مع أولمبياكوس نيقوسيا.

## وصلات خارجية
- صموئيل أوبونج على موقع قاعدة بيانات كرة القدم.إي يو (الإنجليزية)
- صموئيل أوبونج على موقع Soccerway.com (الإنجليزية)
- صموئيل أوبونج على موقع عالم كرة القدم.نت (الإنجليزية)